# Garoga (Simanindo)
Garoga is een bestuurslaag in het regentschap Samosir van de provincie Noord-Sumatra, Indonesië. Garoga telt 1172 inwoners (volkstelling 2010).